# StuG IV
Sturmgeschütz IV (StuG IV, Штурмгешютц IV, Штуг IV) — средняя по массе немецкая самоходно-артиллерийская установка класса штурмовых орудий времён Второй мировой войны на базе танка Pz.Kpfw. IV.

## История
Серийно выпускалась с декабря 1943 по апрель 1945, всего выпущена 1163 машины. По ведомственному рубрикатору министерства вооружений нацистской Германии самоходка обозначалась как Sd.Kfz.163. Стимулом для создания подобной боевой машины стало недостаточное число штурмовых орудий StuG III. Поскольку развёртывание производства StuG III на имевшихся производственных мощностях фирмы «Крупп-Грузон» (производителя среднего танка PzKpfw IV) было бессмысленным с экономической точки зрения, был разработан проект установки рубки от StuG III на шасси PzKpfw IV. Этот проект стал отправной точкой в производстве StuG IV. С января 1944 года фирма «Крупп-Грузон» прекратила выпуск танка-базы и полностью перешла на производство StuG IV. Эти САУ активно использовались на всех фронтах Второй мировой войны.
До настоящего времени сохранилось три экземпляра StuG IV (два в Польше и один в Латвии (в данный момент продан в РФ и находится в музее В. Задорожного, в танке отсутствуют двигатель и трансмиссия). В музее бронетанковой техники Учебного центра польских сухопутных сил в Познани находится единственный в мире работающий StuG IV.

## ТТХ и описание
- Броня: 10—80 мм
- Пушка: 7,5 cm StuK 40 L/48 калибра 75 мм
- Боекомплект: 63 снаряда

### Корпус
В САУ данного типа использовался сварной корпус, использовавший в качестве основы корпус танка PzKpfw IV.

### Рубка
Толщина рубки 80 мм, съёмная. Крепление к корпусу болтами и уголками. На крыше имелась командирская башенка, толщиной брони 30—50 мм. На крыше размещался зенитный пулемёт MG 42 калибра 7,92 мм.

### Двигатель
Двигатель Maybach HL 120 TRM, V12, жидкостного охлаждения. Мощность 300 л. с. Использовал в качестве топлива этилированный бензин OZ 74. Бензин размещался в трёх баках общей ёмкостью 430 л. Расход топлива составлял 195 л на 100 км. Запас хода по шоссе 210 км, 130 км по пересечённой местности.
Кроме электрического стартера двигатель можно было запустить с помощью ручки. Кроме того, для пуска мотора можно было использовать двигатель кюбельвагена.

### Электрика
Электрическое питание было у подсветки прицела и контрольных приборов.

### Ходовая часть
Ходовую часть составляли восемь опорных катков размером 470×75×660, собранных в четыре тележки. Верхний участок гусеницы поддерживали четыре (Ausf. Н и ранние Ausf. J) или три (Ausf. J) поддерживающих катка. Цельнометаллические опорные катки стали появляться к концу войны.
Направляющее колесо с механизмом натяжения располагалось сзади, а ведущее колесо с 20 зубьями — спереди.
В зимних условиях на гусеницы можно было надевать антипробуксовочные зубья и специальные накладки, увеличивающие ширину гусеницы. Гусеница состояла из 99 траков.

### Вооружение
Главный калибр был представлен 75-мм пушкой StuK 40 L/48 производства Rheinmetall-Borsig. Пушка могла вести огонь всеми основными типами снарядов, используемых в вермахте. Боекомплект 63 выстрела. Ствол нарезной с 32 нарезами глубиной 7,8 мм. Воспламенение заряда электрическое (по терминологии того времени — электрозапальное).
Противопехотное вооружение состояло из пулемёта MG 34 калибра 7,92 мм. Боекомплект 600 патронов. Пулемёт устанавливался на крыше рубки на лафете, вести пулемётный огонь можно было из боевого отделения.

### Радио
Две радиостанции — FuG 16. Радиостанция имела штыревую антенну длиной 2 метра. Антенна крепилась к задней стенке рубки. Машина также была оборудована системой внутренней связи.

### Оптическое оборудование
Использовались прицелы Sfl ZF 1а и RblF 36. Откалиброваны на дальность от 0 до 2000 метров для бронебойных снарядов и от 0 до 1500 для кумулятивных.
Командир машины имел стереотрубу SF 14z. В башенке было установлено семь перископов. Место механика-водителя оборудовалось двумя перископами.

### Дополнительное оборудование
Сапёрные инструменты: топор, молот, лом, лопата и ножницы для резки колючей проволоки. Перевозились на крыльях. На правом крыле также имелась рукоятка стартера, а на левом — орудийный банник. Запасные опорные катки хранили на левой стороне рубки.

## Производство

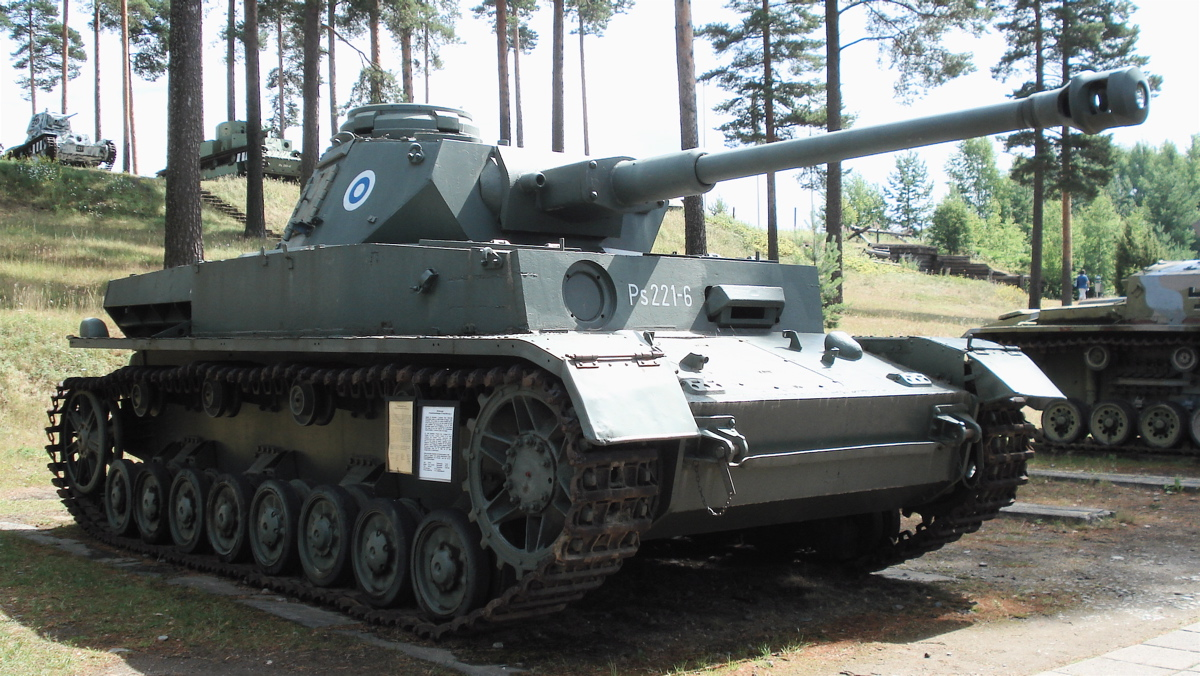
StuG IV построен на шасси среднего танка PzKpfw IV

С декабря 1943 года по апрель 1945 года была произведена 1141 StuG IV.
|       | Производитель    | 1     | 2     | 3     | 4     | 5     | 6     | 7     | 8     | 9     | 10    | 11    | 12    | Всего |
| ----- | ---------------- | ----- | ----- | ----- | ----- | ----- | ----- | ----- | ----- | ----- | ----- | ----- | ----- | ----- |
| 1943  | Alkett           |       |       |       |       |       |       |       |       |       |       |       | 30    | 30    |
| 1944  | Krupp-Grusonwerk | 78    | 136   | 87    | 91    | 95    | 90    | 90    | 70    | 56    | 84    | 80    | 49    | 1006  |
| 1945  | Krupp-Grusonwerk | 46    | 18    | 38    | 3     |       |       |       |       |       |       |       |       | 105   |
| Всего | Всего            | Всего | Всего | Всего | Всего | Всего | Всего | Всего | Всего | Всего | Всего | Всего | Всего | 1141  |

### Модификации
За время производства в конструкцию танков и САУ вермахта вносились изменения.
8 июня 1944 года количество поддерживающих катков сократили до шести (три на борт).
Так же существовала бронированная инженерная машина Ramschaufelpanzer StuG IV (Sd.Kfz.167).

## Боевое применение
Основной задачей штурмовых орудий являлась поддержка пехоты на поле боя и уничтожение танков противника из засад и при обороне. Штурмовые орудия предназначались для тесного взаимодействия с пехотой, подавления фланговых огневых точек противника, уничтожения танков и бронетехники.
Штурмовые орудия Sturmgeschütz IV применялись в штурмовой артиллерии и противотанковых частях Вермахта. Много StuG IV использовалось в ротах истребителей танков.
В 1944 году в ходе боёв в Курляндии отметились 184-я, 226-я и 912-я бригады штурмовых орудий, которые комплектовались батареями, полностью укомплектованными StuG IV. Одна батарея StuG IV 226-й бригады штурмовых орудий за два дня боёв вывела из строя более 35 танков противника и потеряла одну машину.

## StuG IV в сувенирной и игровой индустрии

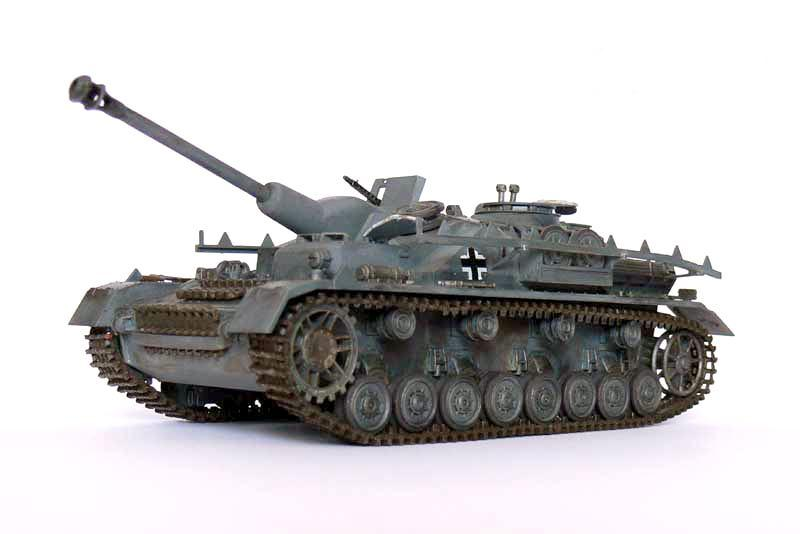
Модель истребителя танков (по советской классификации) StuG IV

В настоящее время модель немецкой самоходки StuG IV производится фирмами сборных моделей: «Звезда», «Tamiya», «Dragon», «Italeri», «Academy», «Моделист» и рядом других фирм в масштабе 1:35 и 1:72. Также производится в масштабе 1:144 фирмой «Dragon». Размер готовой модели в масштабе 1:35 составляет 16,9 см, в масштабе 1:72 — 9,3 см.
Встречается в различных онлайн- и офлайн-играх российского и зарубежного производства.